# START I
El START I (en (anglès) Strategic Arms Reduction Treaty, Tractat de Reducció d'Armes Estratègiques) era un tractat entre Estats Units i la Unió Soviètica que va consistir a autolimitar el nombre de  míssils nuclears que posseïa cada superpotència. Va ser proposat pel llavors president nord-americà Ronald Reagan, i inicialment es va anomenar simplement START. Se li va canviar el nom a START I de forma retrospectiva quan es va aprovar una actualització, el START II. Fou efectiu a partir del 5 de desembre de 1994
Va ser signat el 31 de juliol de 1991, cinc mesos abans del col·lapse de la Unió Soviètica. El tractat establia limitacions en la quantitat de diversos tipus de vehicles i caps nuclears que tots dos països podien posseir. Però va afectar també a algunes de les noves repúbliques desmembrades de l'URSS, com Belarús, Kazakhstan i Ucraïna. Actualment, aquests tres últims països han desmantellat completament la seva capacitat nuclear.
El tractat va perdre vigència el 5 de novembre de 2009. Els països del Tractat esperen signar un nou acord el gener de 2010 que suposarà "una reducció radical dels caps atòmics" (Serguei Lavrov, ministre d'Afers Exteriors rus).